# Спиваково
Спиваково (укр. Співакове) — село в Прилукском районе Черниговской области Украины. Население — 111 человек. Занимает площадь 0,68 км². Расположено на реке Поповичка (Бобровица).
Код КОАТУУ: 7425385007. Почтовый индекс: 17263. Телефонный код: +380 4634.

## Власть
Орган местного самоуправления — Талалаевская поселковая община. Почтовый адрес: 17200, Черниговская обл., Прилукский р-н, п. Талалаевка, ул. Вокзальная, 3.